# Petit-Croix
Petit-Croix település Franciaországban, Territoire de Belfort megyében. Lakosainak száma 305 fő (2022. január 1.). Petit-Croix Bessoncourt, Chèvremont, Cunelières, Fontenelle, Foussemagne, Frais, Montreux-Château és Novillard községekkel határos.

## Népesség
A település népességének változása:
| Lakosok száma | 302  | 298  | 305  | 299  | 298  | 299  | 298  | 302  | 305  |
|               | 2013 | 2015 | 2016 | 2017 | 2018 | 2019 | 2020 | 2021 | 2022 |